# Акимов, Борис Антонович
Борис Антонович Акимов (23 ноября 1921, Ростов-на-Дону — 6 марта 1997, там же) — советский военачальник, генерал-майор, военный педагог. Командир 24-й ракетной дивизии в 1962—1971 гг. Начальник Ростовского высшего военного командного училища в 1971―1975 гг.

## Биография
Родился 25 августа 1919 года в селе Урыв Воронежской области. На службе в РККА с 1937 года, перед призывом проживал в Воронежской области. Участник Великой Отечественной войны: командир взвода, эскадрона, начальник штаба дивизиона, помощник начальника оперативного отделения кавалерийской дивизии, командир отдельного дивизиона.
С 1948 года служил в оперативных подразделениях войск противовоздушной обороны: начальник штаба отдельного корпуса ПВО, начальник оперативного управления Московского округа ПВО. В 1960 году был произведён в генерал-майоры. Окончил Академию Генерального штаба Вооружённых сил СССР. В 1962―1971 гг. — командир 24-й гвардейской ракетной гомельской дивизии в РВСН, базировавшейся в Калининградской области.
Начальник Ростовского высшего военного командного училища в 1971—1975 гг.
Скончался 5 января 2001 года в Одинцово Московской области. Похоронен на Северном кладбище.

### Награды
Был награждён орденами Ленина (1968), Отечественной войны I (1985) и II (1945) степеней, Красной Звезды (1944, 1954) и различными медалями.